# Culicia smithii
Culicia smithii är en korallart som först beskrevs av Milne Edwards och Jules Haime 1849.  Culicia smithii ingår i släktet Culicia och familjen Rhizangiidae. Inga underarter finns listade i Catalogue of Life.